# Monte Laturce

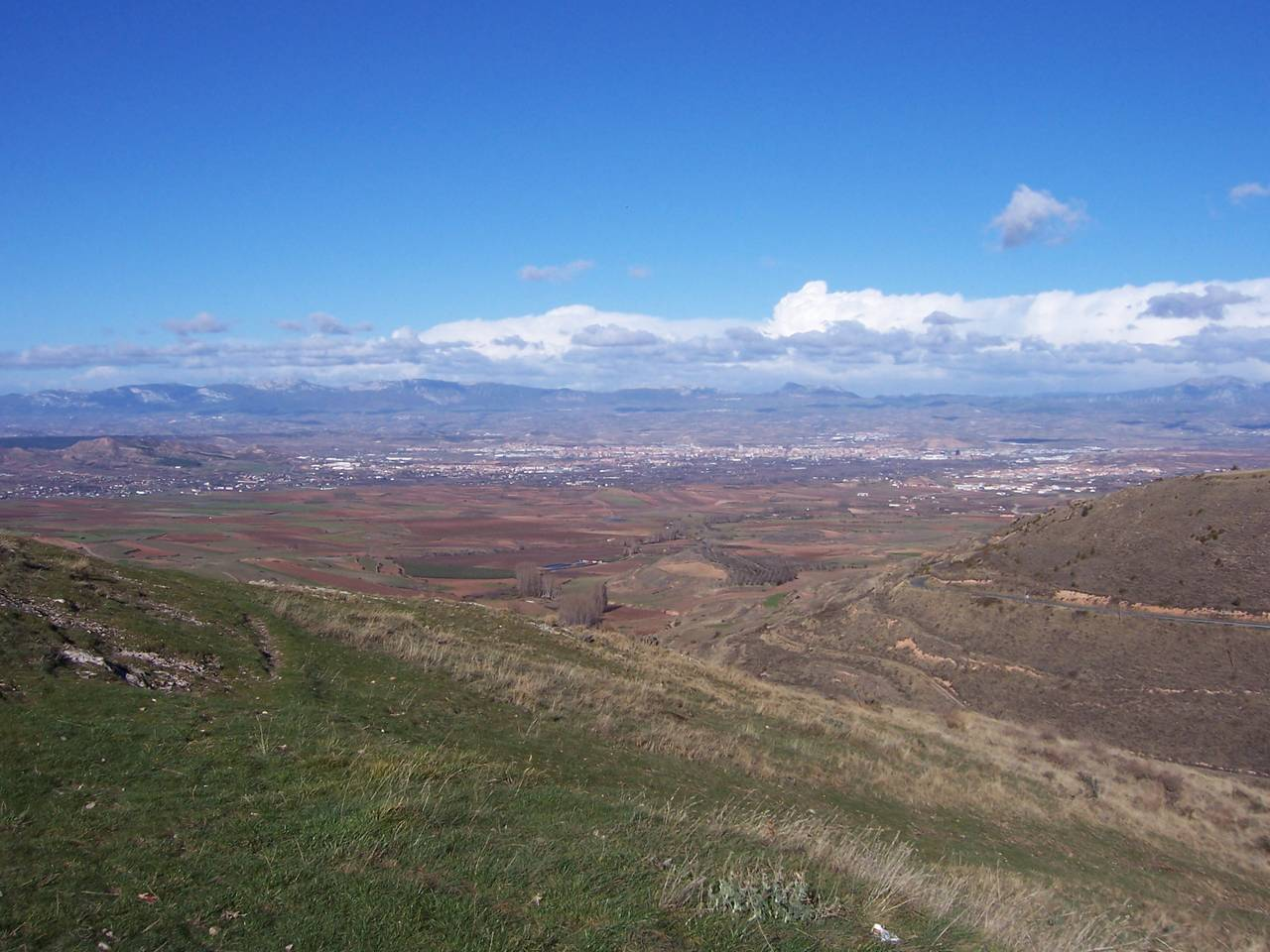
Sicht auf das Ebro-Tal; im Hintergrund die Stadt Logroño

Der Monte Laturce ist ein 1039 m hoher Berg und die höchste Erhebung der Peñas de Clavijo in der spanischen Region La Rioja.

## Lage
Der Monte Laturce liegt auf dem Gemeindegebiet von Clavijo rund 16 km südlich der Provinzhauptstadt Logroño; der Ort Clavijo ist weniger als 1 km entfernt.

## Geschichte
Früher war der Monte Laturce ein strategischer Beobachtungspunkt, denn von seinem Gipfel aus kann das Ebro-Tal eingesehen und überwacht werden. Auf dem Gipfel befindet sich ein Gedenkkreuz, das an die Schlacht von Clavijo im Jahr 844 erinnert. Etwa 15 Jahre später fand am Monte Laturce erneut eine Schlacht zwischen christlichen und muslimischen Heeren statt. Am Hang des Monte Laturce auf rund 800 m Höhe befinden sich die Ruinen der um 950 gegründeten Zisterzienserabtei. In der Kirchengeschichte von Logroño wird der Berg durch den Märtyrertod von Bischof Sancho de Funes im Jahre 1146 erwähnt.

## Flagge von Rioja
Im Mai 1979 wurde auf dem Monte Laturce zum ersten Mal nach dem Volksbegehren die neue Flagge von La Rioja gehisst. Die Flagge wurde im August 1979 vom Provinzrat schließlich genehmigt und ist seit 1982 in den Autonomiestatuten von La Rioja als offizielles Symbol festgelegt. Die Flagge zeigt im unteren linken Teil den Monte Laturce.